# Tito Vilanova
Francesc „Tito“ Vilanova i Bayó (* 17. September 1968 in Bellcaire d’Empordà; † 25. April 2014 in Barcelona) war ein spanischer Fußballspieler und Fußballtrainer.
Vom 1. Juli 2012 bis 19. Juli 2013 war er Cheftrainer des FC Barcelona. Er hatte den Posten von Pep Guardiola übernommen, dessen Co-Trainer er zuvor vier Jahre lang gewesen war.

## Karriere

### Spieler
Vilanova spielte in seiner Jugend gemeinsam mit Pep Guardiola für den FC Barcelona. Während Guardiola den Sprung in die erste Mannschaft schaffte, verblieb Vilanova bei FC Barcelona B. 1990 verließ er Barcelona in Richtung UE Figueres, für den er zwei Jahre lang in der Segunda División spielte und in der Saison 1991/92 knapp den Aufstieg verpasste. Sein erstes Erstligaspiel bestritt er am 6. September 1992 für Celta Vigo bei einer 0:2-Auswärtsniederlage gegen Deportivo La Coruña. Bei seinem dreijährigen Aufenthalt in Vigo kam er in seinen letzten beiden Jahren nur sehr wenig zum Einsatz und bestritt dabei kein einziges Spiel in der Startelf. Es folgte im Sommer 1995 der Transfer zu CD Badajoz. Nach einem Jahr wechselte er zu RCD Mallorca, mit der er in der Saison 1996/97 in die Primera División aufstieg. Nachdem er in der darauffolgenden Saison für UE Lleida gespielt hatte, schloss er sich nach dieser Saison dem FC Elche an. Seine Karriere beendete er schließlich bei UDA Gramenet, bei dem er von 2000 bis 2002 spielte.

### Trainer
Nach seiner Spielerkarriere war Vilanova zunächst Trainer von FC Palafrugell und später Technischer Direktor des FC Terrassa. 2007 wurde er Assistenzcoach von Pep Guardiola bei FC Barcelona B. Das Duo führte Barcelona B in der Saison 2007/08 zum Aufstieg in die Segunda División B. Aufgrund ihres Erfolges wurden beide, nachdem der FC Barcelona Frank Rijkaard und dessen Co-Trainer Johan Neeskens am Ende dieser Saison entlassen hatte, zur ersten Mannschaft befördert. Gleich in ihrem ersten Trainerjahr beim FC Barcelona in der Saison 2008/09 konnte das Trainergespann das Triple aus Meisterschaft, Pokal und Champions League sowie den UEFA Super Cup, den spanischen Superpokal und die Klub-Weltmeisterschaft gewinnen.
Am 22. November 2011 wurde Vilanova aufgrund seines Ohrspeicheldrüsenkrebses im Hospital de la Vall d’Hebron erfolgreich operiert. Er fiel für fast drei Wochen aus. Der Vereinsarzt erklärte ihn im Mai 2012 für „vollständig geheilt“.
Nachdem Cheftrainer Guardiola am 27. April 2012 seinen Rücktritt zum Saisonende angekündigt hatte, ernannte Präsident Sandro Rosell Vilanova noch am selben Tag zum Nachfolger. Am 15. Juni 2012 unterschrieb er einen entsprechenden Vertrag mit Laufzeit über zwei Jahre bis zum 30. Juni 2014.
Im Dezember 2012 erkrankte Vilanova erneut an Ohrspeicheldrüsenkrebs, was eine weitere Operation zur Folge hatte. Im Anschluss unterzog sich Vilanova einer sechswöchigen Chemotherapie und einer Strahlenbehandlung. Während dieser Zeit vertrat ihn sein Co-Trainer Jordi Roura. Dennoch holte der FC Barcelona 2012/13 die Meisterschaft in der Primera División und stellte mit 100 Saisonpunkten den Punkte-Rekord ein, den Real Madrid in der Vorjahressaison aufgestellt hatte. Am 19. Juli 2013 zwang ihn seine Krankheit zum Rücktritt als Cheftrainer des FC Barcelona. An den Folgen der Krebserkrankung starb er am 25. April 2014.

## Erfolge
Als Trainer
- Spanische Meisterschaft: 2012/13